# 奥田陽一
奥田 陽一（おくだ よういち、1947年10月4日 - ）は、日本の実業家。伊藤忠商事代表取締役副社長や、伊藤忠テクノソリューションズ代表取締役社長、同社取締役会長を務めた。

## 人物・経歴
大阪府生まれ。1970年神戸大学経営学部卒業、伊藤忠商事入社。1978年ニューヨーク大学経営大学院修了、MBA（経営学修士）取得。2000年伊藤忠商事代表取締役。2003年代表取締役常務取締役。2004年代表取締役専務取締役。
伊藤忠商事代表取締役副社長を経て、2005年から伊藤忠テクノサイエンス代表取締役社長を務め、CRCソリューションズとの経営統合にあたった。2006年から経営統合後の伊藤忠テクノソリューションズ代表取締役社長を務めた。2012年取締役会長。